# Hammond Pros
Die Hammond Pros waren eine amerikanische American-Football-Mannschaft. Beheimatet war die Mannschaft in Hammond (Indiana), einer Stadt im Einzugsbereich von Chicago. Die Mannschaft spielte in den Jahren 1920 bis 1926 in der National Football League (bzw. American Professional Football Association (APFA)). Die Mannschaft verfügte während dieser Zeit über keine feste Heimspielstätte und war ein sogenanntes Reiseteam (traveling team).

## Geschichte
Die Geschichte der Hammond Pros geht zurück auf die semiprofessionelle Footballmannschaft der Hammond Clabby Athletic Association. Die Mannschaften wurden jährlich neu zusammengestellt. Ab 1916 wurde das Team vom lokalen Unternehmer Paul Parduhn geleitet und vermarktet. Trainer und Mannschaftsarzt war der Arzt, Box-Promoter und Pferderennstallbesitzer Alva Young. Gespielt wurde im Parduhn Park und 1918 im Hammond Park.
Unter dem Namen „Hammond All-Stars“ wurde die Mannschaft 1919 mit vielen eingekauften erfahrenen Spielern neu aufgestellt. In der Mannschaft spielte unter anderem der spätere Trainer und Teameigner der Chicago Bears, George Halas, George Brickley und Paddy Driscoll. Die Heimspiele wurden im Cubs Park (heute Wrigley Field) in Chicago ausgetragen.
Als im August 1920 Vertreter mehrerer Mannschaften in Canton (Ohio) eine gemeinsame Liga vereinbarten, war Alva Young als Vertreter der Mannschaft aus Hammond anwesend. Im Gegensatz zum Vorjahr standen die erfahrenen Spieler nicht mehr zur Verfügung und Young musste wieder auf Spieler aus der Region zurückgreifen. Mit den Spielern war vereinbart, dass sie an den Einnahmen der Spiele beteiligt wurden. Dies hatte zur Folge, dass der Verdienst zwischen den Extremen von 65 Cents und 67 US-Dollar schwankte.
Es gelang während der gesamten Zeit in der Liga nicht ein positives Gesamtergebnis zu erzielen. Mit zwei Siegen und zwei Niederlagen und einem Unentschieden konnte 1924 das beste Ergebnis erzielt werden. Da die Mannschaft keine eigene Spielstätte in Hammond besaß, wurden die meisten Spiele auswärts ausgetragen. 1923 waren vier Spiele in Hammond geplant, letztendlich wurde nur ein Spiel im A. Murray Turner Field ausgetragen. 1926 fand ein Heimspiel im benachbarten Gary (Indiana) im Gleason Field statt.
Von den neun afro-amerikanischen Spielern in dieser Zeit spielten sechs für die Hammond Pros. In der Saison 1923 und für ein Spiel in der Saison 1925 spielte Fritz Pollard. Der für das Spiel in der Saison 1925 sogar als Trainer geführt wird. Der spätere Musikproduzent Mayo Williams spielte in den Jahren 1921 bis 1926 insgesamt 26 Spiele.
Zu Beginn der Saison 1927 plante der Liga-Präsident Joe Carr eine Reduzierung der Mannschaften. Die Hammond Pros wurden der Gruppe der schwächeren Mannschaften zugeordnet und stellte den Spielbetrieb in der NFL ein.

## Uniform
Die Hammond Pros trugen gelbe und blaue Jerseys mit jeweils blauen oder gelben Ziffern.

## Statistik
| Saison            | Liga            | Siege           | Niederlagen     | Unentschieden   | Punkte erzielt  | Punkte zugelassen | Platzierung     | Head Coach                         |
| Hammond Clabbys   | Hammond Clabbys | Hammond Clabbys | Hammond Clabbys | Hammond Clabbys | Hammond Clabbys | Hammond Clabbys   | Hammond Clabbys | Hammond Clabbys                    |
| ----------------- | --------------- | --------------- | --------------- | --------------- | --------------- | ----------------- | --------------- | ---------------------------------- |
| 1915              |                 | 7               | 1               | 0               | 279             | 21                |                 |                                    |
| 1916              |                 | 9               | 4               | 0               | 298             | 61                |                 | Ed Greene                          |
| 1917              |                 | 7               | 3               | 0               | 108             | 67                |                 | Ed Greene                          |
| 1918              |                 | 2               | 2               | 0               | 51              | 36                |                 | Dick King                          |
| Hammond All-Stars |                 |                 |                 |                 |                 |                   |                 |                                    |
| 1919              |                 | 4               | 2               | 3               | 100             | 29                |                 | Penn Carolan; Dick King; Milt Ghee |
| Hammond Pros      |                 |                 |                 |                 |                 |                   |                 |                                    |
| 1920              | APFA            | 2               | 5               | 0               | 41              | 154               | 11. (von 14)    | Hank Gillo                         |
| 1921              | APFA            | 1               | 3               | 1               | 17              | 45                | 13. (von 21)    | Max Hicks                          |
| 1922              | NFL             | 0               | 5               | 1               | 0               | 69                | 15. (von 18)    | Wally Hess                         |
| 1923              | NFL             | 1               | 5               | 1               | 14              | 59                | 15. (von 20)    | Wally Hess                         |
| 1924              | NFL             | 2               | 2               | 1               | 18              | 45                | 10. (von 18)    | Wally Hess                         |
| 1925              | NFL             | 1               | 4               | 0               | 23              | 87                | 14. (von 20)    | Fritz Pollard, Alva Young          |
| 1926              | NFL             | 0               | 4               | 0               | 3               | 56                | 21. (von 22)    | Alva Young                         |

## Mitglieder in der Pro Football Hall of Fame
| Hammond Pros Hall of Famers | Hammond Pros Hall of Famers | Hammond Pros Hall of Famers | Hammond Pros Hall of Famers |
| Name                        | Position                    | Spielzeit                   | Aufnahme in die HOF         |
| --------------------------- | --------------------------- | --------------------------- | --------------------------- |
| Paddy Driscoll              | Halfback                    | 1919                        | 1965                        |
| George Halas                | End                         | 1919                        | 1963                        |
| Fritz Pollard               | Back                        | 1923, 1925                  | 2005                        |

## Namhafte Spieler
- Mayo Williams, End, spielte 1921 bis 1926 bei den Hammond Pros